# Бен 10: Іншопланетний рій
Бен 10: Іншопланетний рій (Нашестя рою) — американський супергеройський фільм 2009 року режисера Алекса Вінтера за сценарієм Джона Турмана-Джеймса Кріга. Він заснований на мультсеріалі «Cartoon Network» «Бен 10: Інопланетна сила» і є окремим продовженням фільму 2007 року «Бен-10: Наввипередки з часом». Світова прем'єра відбулася 15 листопада 2009 року в Лондоні, 25 листопада 2009-го — прем'єра на «Cartoon Network», де його подивилося 4,02 мільйона глядачів.

## Про фільм
Підліток Бен Теннісон та його найкращі друзі є частиною секретної організації «Сантехніки», яка займається захистом світу від інопланетних загарбників. Бен та його товариші вирушають на зустріч із торговцями, які торгують підозрілими чіпами/мікросхемами, на якій головний герой зустрічає Єлену – подругу дитинства. Вона наполегливо переконує Бена вирушити на пошуки її безвісти зниклого батька, який може бути залучений до організованої прибульцями небезпечної змови. І тепер головний герой має зробити складний вибір, який у будь-якому випадку призведе до серйозних наслідків...

## Знімались
| Актор              | Роль           |
| ------------------ | -------------- |
| Раян Келлі         | Бен Теннісон   |
| Алісса Діас        | Єлена Валідус  |
| Натан Кейєс        | Кевін Левін    |
| Галадріель Стінман | Ґвен Теннісон  |
| Герберт Сіґенза    | Віктор Валідус |
| Баррі Корбін       | дідусь Макс    |
| Ді Бредлі Бейкер   | Крилатий       |
| Алекс Вінтер       | Наномех        |
| Джойс Курц         | комп'ютер      |
| Джастін Велборн    | психо-2        |